# S. R. Bindler
Seth Robbins Bindler, auch bekannt als S. R. Bindler (* 14. Februar 1970), ist ein Regisseur, Filmproduzent, Drehbuchautor, Kameramann, Filmeditor und Schauspieler.

## Leben
Bindler hatte sein Debüt in der Filmbranche 1995 in dem Kurzfilm Submission als Kameramann und 1997 in dem Kurzfilm Debut als Schauspieler sowie in der Dokumentation Hands on a Hard Body: The Documentary auch als Editor. Des Weiteren wurde er auch als Regisseur, Drehbuchautor und Filmproduzent tätig. Bindler arbeitete außerdem für Werbeagenturen einschließlich Wieden & Kennedy, BBDO, DDB Worldwide, Grau, McCann Erickson, Arnold und TBWA\Chiat\Day. Seine Arbeiten wurden mit ADDYs und Andys ausgezeichnet sowie von der AICP/MoMA Show geehrt. Seine größte Bekanntheit erreichte er bisher mit den Filmen, wie Hands on a Hard Body: The Documentary, Surfer, Dude und Patriot Son.

## Filmografie

### Als Regisseur
- 1997: Hands on a Hard Body: The Documentary (Dokumentation)
- 2008: Surfer, Dude

### Als Produzent
- 2008: Surfer, Dude
- 2009: Pitchman: A Tribute to Billy Mays (Fernsehfilm)
- 2024: The Last Republican

### Als Drehbuchautor
- 2008: Surfer, Dude

### Als Kameramann
- 1995: Submission (Kurzfilm)
- 1997: Hands on a Hard Body: The Documentary (Dokumentation)
- 1997: Patriot Son (Kurzfilm)
- 1997: Debut (Kurzfilm)
- 2001: Erykah Badu Live (Dokumentation)
- 2009: Baghdad Texas

### Als Editor
- 1997: Hands on a Hard Body: The Documentary (Dokumentation)
- 2002: FanClub (Fernsehserie, Folgen 1x09, 2x10)

### Als Schauspieler
- 1997: Debut (Kurzfilm)